# Phare d'Ahirkapi
Le phare d'Ahirkapi (en turc : Ahirkapi Feneri)  est un feu côtier situé au sud de la pointe du Sérail (Sarayburnu) sur la côte de Roumélie à l'entrée sud du Bosphore, dans le quartier Ahırkapı d'Istanbul, district de Fatih en Turquie. Il se trouve en face du phare de Kadiköy İnciburnu, situé sur la côte anatolienne du détroit à une distance de 1,5 mille marin (2,8 km). Une ligne reliant les deux phares marque la limite sud du port d'Istanbul.
Il est exploité et entretenu par l'Autorité de sécurité côtière (en turc : Kıyı Emniyeti Genel Müdürlüğü) du Ministère des transports et des communications.

## Histoire
On raconte qu'un accident de mer, survenu près de cet endroit, a conduit à l'établissement du phare. En 1755, un voilier marchand à destination de l'Égypte s'est échoué au large de Kumkapi, un quartier d'Istanbul, en raison des mauvaises conditions météorologiques de la nuit. Étant informé de l'échouage du navire, le sultan ottoman Osman III se précipita sur les lieux, où un marin se plaignit de l'absence d'un phare à cet endroit qui pourrait assurer une navigation sûre autour des eaux dangereuses. Sur l'ordre du sultan, une lumière alimentée par l'huile d'olive a été établie par le Capitan Pacha au sommet d'une tour de guet des remparts de la ville à cet endroit.

## Le phare actuel
En 1857, le sultan Abdülmecid Ier (règne de 1839 à 1861) a commandé la construction d'un phare, qui a été érigé par des ingénieurs français à Ahırkapı juste à l'extérieur des murs de la ville au sud du palais de Topkapı.
Le phare en maçonnerie a une forme conique et est peint en blanc avec une étroite bande horizontale noire. À la tour de 26 mètres de haut une maison de gardien est attachée.
Initialement, le phare était éclairé au kérosène, mais la source de lumière a ensuite été remplacée par une Dalén light (en) utilisant du carbure (gaz d'acétylène). Enfin, il a été électrifié.
La lanterne actuelle du phare contient une lentille cylindrique catadioptrique de 500 mm et une lampe de 1 000 W. À une hauteur focale de 36 m, un feu blanc clignote toutes les 6 secondes, ce qui est visible à une portée de 16 nmi (30 km) dans la mer de Marmara.
Identifiant : ARLHS : TUR-056 - Amirauté : E49O3 - NGA : 17340.

## Caractéristique dufeu maritime
Fréquence : 6 secondes (W)
- Lumière : 0,5 seconde
- Obscurité : 5,5 secondes

|                                        |
| Toile de Michael Zeno Diemer (1906-07) |

|                 |
| Le phare (2013) |

|             |
| La lanterne |

|          |
| Le phare |

|              |
| Vue nocturne |

### Lien connexe
- Liste des phares de Turquie